# 横井善三郎
横井 善三郎（よこい ぜんざぶろう、1856年（安政3年8月） - 1929年（昭和4年）9月28日）は、日本の政治家、衆議院議員（1期）。

## 経歴
尾張国春日井郡下小井田村(のち愛知県西春日井郡西枇杷島町、現・清須市)生まれ。国学と漢学を学ぶ。下小井田村会議員、西枇杷島町長、西春日井郡会議員、日本共立汽船、六条生命保険、真宗生命保険各(株)取締役、愛知実業銀行取締役、愛知貯蓄銀行、名古屋商品取引所各監査役となる。
1892年の第2回衆議院議員総選挙において愛知3区から無所属で立候補して当選する。衆議院議員を1期務め、1894年3月の第3回衆議院議員総選挙で落選。1898年3月の第5回衆議院議員総選挙では自由党から立候補したが落選した。1929年に死去した。